# San za životom J.M. Barrieja
San za životom J.M. Barrieja (eng. Finding Neverland) je američka biografska drama iz 2004. godine. To je priča o prijateljstvu J. M. Barrieja i obitelji koja ga je inspirirala da stvori Petra Pana. Ovu Oscarom nagrađivanu dramu režirao je Marc Forster. 

## Radnja
Nakon neuspiješne prijemjere njegove najnovije predstave, Barrie upoznaje udovicu Sylviju i njena četiri mlada sina (George, Jack, Peter i Michael) u Kensingtonskim vrtovima i među njima se razvija čvrsto, blisko prijateljstvo. Ubrzo postaje dječacima sjajan prijatelj za igru i zamjena ocu, dok mu njihovi maštoviti izričaji daju ideje koje uključi u predstavu o dječacima koji ne žele odrasti, pogotovo onom koji je nazvan po problematičnom mladom Peteru Llewelyn Daviesu. Iako Barrie ovu obitelj vidi kao divnu i inspirativnu, ljudi dovode u pitanje njegov odnos s obitelji Llewelyn Davies. Sylvia je bila udovica: njezin suprug umro je od raka i ostavio ju je s četvoricom dječaka da ih sama odgaja. Barrieova supruga Mary, koja se na kraju razvodi od njega, i Sylviaina majka Emma du Maurier, prigovaraju koliko vremena Barrie provodi s obitelji Llewelyn Davies. Emma također nastoji kontrolirati svoju kćer i unuke, pogotovo nakon što Sylvia postaje sve slabija od neidentificirane bolesti. U međuvremenu Barrie ide na avanture sa Sylvijom i njenim dječacima. I on je u srcu dječak, a provod s obitelji je poseban. Barrie uzima te avanture koje ima s dječacima i stvara ih u predstavi pod nazivom Peter Pan.
Producent Charles Frohman skeptično pristaje izvesti Petera Pana, unatoč uvjerenju da nije privlačan za gledatelje više klase. Barrie na premjeri dovede među publiku djecu iz obližnjeg sirotišta, a prisutni odrasli reagiraju na njihovo zarazno uživanje i sami osjete čar večeri. Predstava se pokazuje ogromnim uspjehom. Barrie se veseli za svoju predstavu, ali kada Peter dođe sam na predstavu, Barrie odlazi u Sylvijinu kuću kako bi joj pomogao te propusti predstavu. Peter gleda predstavu i shvaća da se predstava odnosi na njegovu braću i Barriea.
Sylvia je suviše bolesna da bi prisustvovala premijeri, pa Barrie namjerava da njezina produkcija bude izvedena u njezinom domu. Okuplja glumce, rekvizite i glazbenike zajedno u kući Llewelyn Davies. Na kraju predstave Peter Pan pokazuje prema stražnjim vratima i implicira da bi Sylvia trebala krenuti u Nigdjezemsku. Ona uzima ruke svojih dječaka i polako izlazi u Nigdjezemsku. Dnevna soba i vrt u dvorištu pretvaraju se u Nigdjezemsku i Sylvia nastavlja hodati samostalno.
U sljedećoj sceni svi su na Sylvijinom sprovodu. Barrie saznaje da njezina oporuka kaže da on i njena majka trebaju skrbiti za dječake, što njima oboje odgovara. Film završava time što je J. M. Barrie pronašao Petera na klupi u parku, klupi gdje su se prvi put sreli, nakon što je Peter pobjegao s groblja. Peter drži svoju knjigu u kojoj je napisao predstave koju je razdrapao i koju je njegova majka zalijepila za njega. Barrie sjedne i stavi ruku oko Petera da ga utješi. Oboje blijede, a preostaje samo klupa.

## Glavni glumci
- Johnny Depp kao J.M. Barrie
- Kate Winslet kao Sylvia Llewelyn Davies
- Julie Christie kao Emma du Maurier
- Radha Mitchell kao Mary Ansell Barrie
- Freddie Highmore kao Peter Llewelyn Davies
- Dustin Hoffman kao Charles Frohman
- Ian Hart kao Arthur Conan Doyle

## Nagrade i nominacije
Nominacije:
- Oscar - najbolji glumac, najbolji prilagođeni scenari, najbolja glazba (osvojio)
- Nagrada Saturn - najbolji glumac (Johnny Depp); najbolja izvedba mladog glumca/glumice (Freddie Highmore) 2004.

## Vanjske poveznice
- Službena stranica  Arhivirana inačica izvorne stranice od 6. ožujka 2005. (Wayback Machine)
- San za životom J.M. Barrieja u internetskoj bazi filmova IMDb-a